# Horacio Montemurro
Horacio Antonio Montemurro (Buenos Aires, Argentina, 13 de enero de 1962) es un exfutbolista y entrenador argentino de fútbol que actualmente dirige a Juventud Antoniana de Salta.

## Trayectoria

### Como futbolista
Se inició jugando fútbol desde los seis años en el Club Jorge Newbery. Posteriormente paso por Argentinos Juniors en el cual realizó las formativas, pero después quedó en condición libre cuando tuvo edad de contrato.
En 1983 paso al General Lamadrid donde obtuvo el campeonato de ascenso de la Primera D a la Primera C. Posteriormente en 1985 fue traspasado a Defensa y Justicia donde se consagró campeón de Primera C en 1985 y Primera B en 1986.

### Como entrenador
Inicio siendo asistente técnico en Argentinos Juniors y después en Quilmes asistiendo a Ricardo Caruso Lombardi y Blas Giunta. En 2016 tuvo su primera oportunidad de dirigir a un equipo como entrenador principal, como lo fue El Porvenir de Gerli. Después paso por Sportivo Italiano y posteriormente al General Lamadrid.
Para el 2020 junto a su compatriota Miguel Ángel Zahzú, tomrón las riendas de dirigir al Delfín de la Serie A de Ecuador. Pero tras la eliminación del cétaceo de la Copa Libertadores, Miguel Ángel Zahzú puso su renuncia, quedando Montemurro como entrenador principal hasta el final de la temporada. Regresó a su rol anterior tras el nombramiento de Paúl Vélez, pero fue definitivamente nombrado director técnico del equipo el 4 de agosto de 2021, tras la destitución de Vélez.
En enero de 2024, asume como Director técnico de Juventud Antoniana de Salta (Argentina)

## Clubes

### Como futbolista
| Club               | País      | Año         |
| ------------------ | --------- | ----------- |
| Lamadrid           | Argentina | 1983 - 1984 |
| Defensa y Justicia | Argentina | 1985 - 1987 |

### Como asistente técnico
| Club               | País      | Año         | Asistente de                          |
| ------------------ | --------- | ----------- | ------------------------------------- |
| Argentinos Juniors | Argentina | 2012 - 2013 | ¿?                                    |
| Quilmes            | Argentina | 2014        | Ricardo Caruso Lombardi y Blas Giunta |
| Delfín             | Ecuador   | 2020        | Miguel Ángel Zahzú                    |

### Como entrenador principal
| Club                 | País      | Año         |
| -------------------- | --------- | ----------- |
| El Porvenir de Gerli | Argentina | 2016        |
| Sportivo Italiano    | Argentina | 2017        |
| Lamadrid             | Argentina | 2018 - 2019 |
| Delfín               | Ecuador   | 2021        |
| Huancavilca          | Ecuador   | 2022        |
| Chacaritas           | Ecuador   | 2023 - act. |

## Palmarés

### Campeonatos de ascensos

#### Como futbolista
| Título    | Club               | País      | Año  |
| --------- | ------------------ | --------- | ---- |
| Primera D | Lamadrid           | Argentina | 1983 |
| Primera C | Defensa y Justicia | Argentina | 1985 |
| Primera B | 1986               | Argentina |      |